# 淡马锡初级学院
淡马锡初级学院（英語：Temasek Junior College），创立于1977年，是一所位于新加坡东部勿洛的两年制高中学院，也是新加坡第二所国立初级学院。淡马锡初院是新加坡五大初院之一。2013年起开始也提供六年制直通车课程（Integrated Programme）。由于该学院的制服是绿色的，而且校园绿化充分，所以校园也有绿园的昵称。

## 校训
淡马锡初级学院的校训是“为国家，为学院”。

### 校徽
淡马锡初级学院的校徽以变形的「TJC」英文字母组成。其中T以蘑菇状呈现，反映了学院初期的三大建筑（第一讲堂、第二讲堂以及图书馆）的基本形象。校徽背景为绿色，代表新加坡努力实现一个高度绿化国家的目标。
T字的横笔分为五个格，各代表正义、平等、幸福、繁荣、进步这五个国家理想。T字的竖笔分四格，象征四大民族共同努力实现国家理想。
淡马锡初级学院的校徽有两个版本：正方形校徽，佩戴在校服左领上；圆形校徽，主体与正方形校徽相同，在外加了一圈橄榄枝以及校名，在1987年十周年校庆后采用，主要用于校旗、学校信笺等。

## 校旗
淡马锡初级学院的校旗是深绿底、中央橄榄枝校徽旗。

## 校歌
淡马锡初级学院的校歌是“Our Will To Blaze”。

## 历任校长
- 黄庆新（1977-1979年）
- 维杰新雅（1980-1985年）
- 吴钟芝兰（1986-1988年）
- 陈辉生（1989-1999年）
- 张宝玉（2000-2001年）
- 林郑丽增（2002-2005年）
- 姚德蓉（2006-2011年）
- 梁锦媚（2012-2015年）
- 刘爱娜（2016年-）